# Статична характеристика (вимірювальні прилади)
Стати́чна характери́стика вимірювального пристрою — функціональна залежність значення вихідного сигналу від значення вхідного в статичному режимі роботи вимірювального пристрою. 
Під статичним розуміють на увазі такий режим роботи пристрою, за якого вхідний та вихідний сигнали не змінюються.  Статична характеристика описується деяким, в загальному випадку нелінійним, рівнянням:
{\displaystyle Y=f(X)},
де {\displaystyle X} - значення вхідного сигналу,
{\displaystyle Y} - значення вихідного сигналу.
Статична характеристика може бути подана як у вигляді аналітичної функції, так і в графічній чи табличній формах.
Визначення статичних характеристик тісно пов'язане з градуюванням засобів вимірювання. Статичні характеристики вимірювальних перетворювачів та вимірювальних приладів, відградуюваних в одиницях, відмінних від одиниць вимірювання величини, часто називають функціями перетворення. Для шкальних вимірювальних приладів статичну характеристику іноді називають характеристикою шкали.
За винятком спеціальних випадків основна вимога до статичних характеристик вимірювальних пристроїв полягає в отриманні лінійних залежностей між вихідною та вхідними величинами. На практиці ця вимога завжди реалізується з певною похибкою.